# Pedro Pablo Ayuso
Pedro Pablo Ayuso (Madrid, 4 d'agost de 1917 – 8 d'octubre de 1971) va ser un actor de veu espanyol.
Va començar com a actor en els anys quaranta a Radio Madrid, emissora en la qual va desenvolupar la major part de la seva carrera.
El seu paper més important va ser el de Perico, el patriarca de la radionovel·la d'humor Matilde, Perico y Periquín, que va interpretar durant més de quinze anys, des de 1955 fins que va morir. Va encarnar també a Diego Valor.
El gran èxit de la radionovel·la va convertir la veu d'Ayuso en una de les més populars d'Espanya durant els anys cinquanta i seixanta. El 1970 va rebre el Premi Antena d'Or per la seva tasca radiofònica. Va aconseguir tres premis Ondas el 1954, el 1960 i el 1971, aquest últim a títol pòstum.
El 8 d'octubre de 1971, en sortir del treball, va sofrir un infart al sofà de casa seva que li va provocar la mort als 54 anys. Va ser enterrat en el cementiri de l'Almudena.
La seva filla Marisol també es dedica a la interpretació.